# Pagar Bukit
Pagar Bukit is een bestuurslaag in het regentschap Lampung Barat van de provincie Lampung, Indonesië. Pagar Bukit telt 4516 inwoners (volkstelling 2010).